# 中野結香
中野 結香（なかの ゆか、1995年12月27日 - ）は、元静岡朝日テレビ (SATV) のアナウンサー。

## 来歴
静岡県島田市生まれ。常葉学園中学校・高等学校、早稲田大学社会科学部卒業。
3歳から高校2年まで体操競技をしており、中学生のときに出場した2010全日本ジュニア体操競技選手権大会女子Aクラス個人総合で初優勝を果たした。アナウンサーを志したきっかけは、小学生のときに既に体操競技大会に出場していた中野を取材しに訪れた富川悠太（当時テレビ朝日アナウンサー）の懸命な仕事ぶりを目にしたことであった。大学在学時にはテレビ朝日アスクに通い、またBS朝日『News Access』の学生キャスターも務めていた。
大学卒業後は東京都内にある出版社に勤めていたが、夢を諦めきれずに静岡でアナウンサー採用試験を受け直し、2020年1月に静岡朝日テレビに入社。在籍中には、主に報道番組（県内ニュース）と情報番組を担当。また中野自らが講師を務める体操教室動画を、同局が運営するウェブメディア『LOOK』で配信していた。2021年9月同社を退社。

## 担当番組
- とびっきり!しずおか[1]
- とびっきり!サンデー[1]
- となりのスターさん (出演時期不明） - リポーター[要出典]